# Hjørring Seminarium
57°27′30.72″N 10°0′11.97″Ø / 57.4585333°N 10.0033250°Ø
Hjørring Seminarium er både et lærer- og pædagogseminarium, som er beliggende på Skolevangen 45 i Hjørring. Seminariet har ca. 600 lærerstuderende og ca. 600 pædagogstuderende i løbet af et studieår. Dertil kommer en kursusafdeling med ca. 200 årlige kursister. Siden 2006 kan man også tilbyde bacheloruddannelse i natur- og kulturformidling.
I samarbejde med de øvrige nordjyske lærer- og pædagogseminarier har Hjørring Seminarium oprettet CVU Nordjylland, som varetager efter- og videreuddannelse af lærere og pædagoger, ligesom institutioner og skoler kan trække på konsulentvirksomhed til deres lokale udviklingsarbejder.
Hjørring Seminarium blev oprettet i 1957, og kunne efter nogle år under mere beskedne forhold, i 1961 flytte ind i de nuværende lokaler på Skolevangen, hvor man tog nye og mere tidssvarende faciliteter i brug. Seminariet koncentrerede sig de første mange år udelukkende om læreruddannelsen, samtidigt som der var tilknyttet en præparandklasse. I en kortere periode havde man også en Hf-afdeling.
Siden 1961 er Hjørring Seminarium flere gange blevet udbygget. I 1968 kunne man tage en nybygget svømmehal i brug, hvilket betød, at seminariet har kunnet uddanne et stort antal svømmelærere. Denne hal blev også stillet til rådighed for den lokale svømmeklub, ligesom den bliver benyttet af lokalbefolkningen.
I 1971 blev der oprettet en afdeling med børnehaveseminarium, og i 1978 en afdeling med fritidspædagogseminarium. Det gav seminariet mulighed for at eksperimentere med tværfagligt samarbejde på tværs af de tre uddannelser, hvilket var en medvirkende årsag til, at Hjørring Seminarium ikke blev ramt af de massive lukninger i midten af 1980'erne, der betød, at ca. 20 lærer- og pædagogseminarier blev nedlagt på landsplan.
Senere, i forbindelse med en gennemgribende renovering i 1998, blev seminariet udvidet med et nyt afsnit, der indeholder lokaler til værkstedsfagene, et nyt bibliotek, foredragssal samt en kantine, og i 2002 kunne man igen tage nybyggede lokaler i brug, som benyttes til undervisning i idræt og drama med idrætshal, motionsrum, idrætsteori samt dramalokale med tilhørende sminkerum.
Det, der tidligere hed Hjørring Seminarium, hedder nu læreruddannelsen i Hjørring under UCN = Professionshøjskolen University College Nordjylland, der også omfatter det tidligere Aalborg Seminarium.

## Rektorer
- 1957–1979 Henry Holm (1909-2002)[2]
- 1979–2000 Poul Kjær (1934-2006)[3]
- 2000–2006 Nils-Georg Lundberg (1946- )[4]

## Kendte dimittender
- 1966 Erling Christensen (født 1942) borgmester, socialdemokratisk folketingsmedlem, kommitteret for Hjemmeværnet
- 1967 Bent Christiansen (1938-2018), sløjdskoleforstander, seminarierektor
- 1969 Josef Motzfeldt (født 1941), grønlandsk politiker
- 1969 Hans Gregersen (født 1946), forfatter
- 1971 Erik Mortensen (født 1943), socialdemokratisk folketingsmedlem
- 1973 Lene Hansen (født 1948), socialdemokratisk folketingsmedlem[5]
- 1982 Susanne Grandt Jakobsen (født 1955), pædagog, forfatter
- 2000 Peter Juel Jensen (født 1966), folketingsmedlem for Venstre